# دالزل (کارولینای جنوبی)
دالزل(به انگلیسی: Dalzell) شهری در ایالت کارولینای جنوبی کشور ایالات متحده آمریکا است که جمعیت آن در سرشماری سال ۲۰۱۰ میلادی، ۳٬۰۵۹ نفر بوده‌است.